# Kjon ki
A Kyon Ki (hindi: क्योंकि, urdu: کیونکہ, fordítás: „Mert”) egy 2005-ös bollywoodi filmdráma; rendezte: Priyadarshan; főszereplők: Szalmán Hán, Kareena Kapoor, Rimi Szen, Jackie Shroff, Om Puri és Sunil Shetty. A film az 1959-es Khamoshi című film  feldolgozása. 

## Szereplők
- Szalmán Hán … Anand
- Kareena Kapoor …  Dr. Tanvi Khurana
- Rimi Szen … Maya
- Jackie Shroff … Dr. Sunil
- Om Puri … Dr. Khurana
- Sunil Shetty … Karan

## Külső hivatkozások
- Hivatalos weboldal
- A Kyon Ki az Internet Movie Database oldalain